# گروپو لالا
گروپو لالا (انگلیسی: Grupo Lala) شرکت صنایع غذایی مکزیکی است، که در سال ۱۹۴۹ تأسیس شد.